# Affondatore (ironclad)
O Affondatore foi um ironclad operado pela Marinha Real Italiana. Sua construção começou em meados de abril de 1863 nos estaleiros da Harrison em Londres, no Reino Unido, e foi lançado ao mar no início de novembro de 1865, sendo comissionado na frota italiana no final de junho do ano seguinte. Era armado com uma bateria principal composta por dois canhões de 300 libras montados em duas torres de artilharia únicas, tinha um desloccamento carregado de pouco mais de quatro mil toneladas e alcançava uma velocidade máxima de doze nós (22 quilômetros por hora).
O Affondatore entrou em serviço no início da Guerra Austro-Prussiana e logo participou da Batalha de Lissa contra a Áustria. Nesta, serviu de capitânia para o almirante Carlo Pellion di Persano, envolvendo-se em um melê contra vários navios austríacos e sendo alvejado diversas vezes. Afundou em uma tempestade em agosto, mas foi reflutuado e reconstruído entre 1867 e 1873. Depois disso serviu sem grandes incidentes, sendo usado entre 1904 e 1907 como navio de guarda em Veneza e depois como depósito flutuante em Tarento. Seu destino final é desconhecido.

## Desenvolvimento
A Marinha Real Italiana, no começo da corrida armamentista naval austro-italiana, encomendou em 11 de outubro de 1862 do estaleiro britânico Mare de Londres um navio de rostro projetado pelo comandante Simone Antonio Saint-Bon. Entretanto, problemas financeiros fizeram com que a encomenda fosse transferida para o estaleiro Harrison, também de Londres. Saint-Bon originalmente queria que a embarcação não tivesse armamento algum, dependendo apenas de seu rostro para afundar inimigos, porém um engenheiro da Harrison revisou o projeto e adicionou dois canhões.

## Características

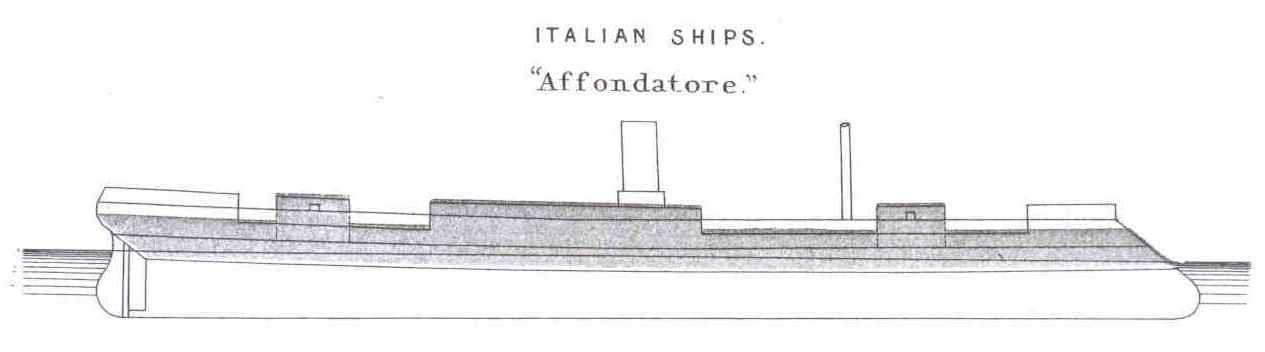
Desenho do Addondatore

O Affondatore tinha 89,56 metros de comprimento entre perpendiculares e 93,8 metros de comprimento de fora a fora, com uma boca de 12,2 metros e calado de 6,35 metros. O deslocamento normal era de 4 070 toneladas e o desloccamento carregado de 4 376 toneladas. Sua única superestrutura era uma pequena torre de comando. Sua tripulação inicialmente era formada por 309 oficiais e marinheiros, mas depois cresceu para 356.
O sistema de propulsão consistia oito caldeiras retangulares que alimentavam um motor de expansão única, que por sua vez girava uma hélice. A exaustão das caldeiras era canalizada para duas chaminés à meia-nau. O sistema tinha uma potência indicada de 2 755 cavalos-vapor (2 026 quilowatts) para uma velocidade máxima de doze nós (22 quilômetros por hora). Tinha um carregamento de carvão suficiente para uma autonomia de 1 647 milhas náuticas (3 050 quilômetros) a uma velocidade de dez nós (dezenove quilômetros por hora). Também foi equipado com dois mastros a vela com um aparelho de escuna para complementar o motor durante viagens de longa distância.
Era armado com dois canhões Armstrong de 300 libras em duas torres de artilharia individuais, uma à vante e outra à ré. O diâmetro exato dessas armas é desconhecido, mas eram de 220 ou 228 milímetros. Também tinha dois canhões de 80 milímetros para desembarque. Seu rostro tinha 2,5 metros. O casco era feito de ferro, com suas laterais e torres de artilharia sendo protegidas por uma blindagem de ferro forjado de 127 milímetros de espessura, enquanto o convés blindado tinha cinquenta milímetros.

## Carreira
O batimento de quilha do Affondatore ocorreu em 11 de abril de 1863 e foi lançado ao mar 3 de novembro de 1865. A Itália estava em junho de 1866 se preparando para declarar guerra contra a Áustria, assim o governo ordenou que a tripulação levasse o navio ainda incompleto para Cherbourg na França a fim de passar pela equipagem, desta forma evitando a possibilidade que o Reino Unido confiscasse a embarcação. O Affondatore deixou Cherbourg em 20 de junho, mesmo dia que a Itália declarou guerra, navegando para se juntar ao resto da frota italiana operando no Mar Adriático. A Terceira Guerra de Independência Italiana foi lutada ao mesmo tempo que a Guerra Austro-Prussiana. O almirante Carlo Pellion di Persano, o comandante italiano, inicialmente adotou uma estratégia cautelosa, evitando arriscar batalha contra a Marinha Austríaca, mesmo com a Marinha Real Italiana tendo uma frota muito mais poderosa. Persano afirmou que estava esperando pela chegada do Affondatore, mas sua falta de ação prejudicou a moral dos marinheiros, com muitos de seus subordinados o acusando abertamente de covardia. O navio passou por Gibraltar em 28 de junho e fez seu caminho pelo Mar Mediterrâneo.

### Batalha de Lissa

Disposição das frotas austríaca e italiana no começo da Batalha de Lissa

A frota italiana deixou Ancona em 16 de julho e seguiu para a ilha de Lissa. Junto estavam navios de transporte de tropas com três mil soldados. O objetivo dos italianos era bombardear as defesas austríacas e então desembarcar os soldados assim que as fortificações fossem silenciadas. Os austríacos, em resposta, enviaram uma frota comandada pelo contra-almirante Wilhelm von Tegetthoff. Os italianos aproximaram-se de Lissa no dia 18, passando os dois dias seguintes tentando sem sucesso subjugar as baterias costeiras austríacas para iniciarem os desembarques. Isto fez com que gastassem uma quantidade significativa de munição, algo que afetou o resultado da iminente batalha. O Affondatore se juntou à frota em 19 de julho, mas sua tripulação ainda não estava totalmente treinada e tinha enfrentado dificuldades para lidar com o navio enquanto navegavam para o Adriático. Persano decidiu tentar desembarcar as tropas uma terceira vez no dia 20, mas, antes do ataque começar, o barco de despachos Esploratore chegou com as notícias da aproximação da frota austríaca. Os italianos estavam desorganizados, com a 1ª Divisão do almirante Giovanni Vacca estava a cinco quilômetros da força principal de Persano, enquanto outros três ironclads estavam mais longe ao oeste.
Persano imediatamente ordenou que seus navios primeiro entrassem em uma formação de linhas paralelas, mas depois ordenou uma linha de batalha; o Affondatore foi inicialmente colocado no lado oposto ao inimigo. Persano, pouco depois do início do combate, decidiu deixar sua capitânia Re d'Italia e se transferir para o Affondatore, porém nenhum de seus subordinados nos outros navios foram informados dessa mudança. O almirante usou o Affondatore para navegar por toda a linha italiana emitindo várias ordens para cada uma das embarcações, mas os capitães ignoraram as instruções porque não sabiam que Persano estava a bordo. Os italianos desta forma foram deixados para lutar individualmente sem direção. Pior ainda, por ter obrigado o Re d'Italia a parar a fim de embarcar no Affondatore, um brecha foi aberta entre os navios de Vacca e o resto da frota. Tegetthoff fez os seus navios passarem por essa brecha, porém não conseguiu abalroar ninguém na primeira passagem. Os austríacos então deram a volta e dispararam contra os navios da vanguarda. Persano inicialmente manteve o Affondatore longe do combate até que o Re d'Italia foi abalroado e afundado pelo SMS Erzherzog Ferdinand Max, a capitânia austríaca.
Os austríacos então começaram a se concentrar no ironclad Re di Portogallo, assim Persano fez o Affondatore tentar abalroar o navio de linha de madeira SMS Kaiser, porém não conseguiu um acerto direto na primeira tentativa. O Kaiser abalroou o Re di Portogallo e em seguida o Affondatore tentou abalroá-lo pela segunda vez, novamente fracassando. O ironclad italiano conseguiu atingir o navio austríaco com um de seus canhões, danificando-o seriamente e matando vinte tripulantes. Nesta altura os ironclads austríacos tinham deixado o melê para protegerem suas embarcações de madeira. O Affondatore tentou segui-los, mas abandonou a tentativa quando apenas um dos outros ironclads o acompanhou. As tripulações italianas estavam bastante desmoralizadas e os navios com pouca munição e carvão. A frota italiana começou a recuar, sendo seguida pelos austríacos. Os dois lados encerraram o combate ao anoitecer, com italianos retornando para Ancona e os austríacos para Pola. O Affondatore foi atingido por 22 projéteis no decorrer da batalha.

### Resto de serviço
O Affondatore afundou em Ancona durante uma tempestade em 6 de agosto, talvez em parte por causa dos danos que sofridos em Lissa. Entretanto, os historiadores Jack Greene e Alessandro Massignani consideraram apenas que muita água entrou no navio por conta da sua baixa borda livre. Por sua vez, o jornal francês La Revue Maritime et Coloniale que instalação defeituosa das escotilhas tinham permitido que água entrasse no ironclad durante a tempestade. Foi reflutuado até 5 de novembro. O Affondatore foi reconstruído em La Spezia entre 1867 e 1873, em que seus mastros e velas foram removidos, com um único mastro com uma gávea sendo instalado no lugar. Passou por reforças de 1883 a 1885 em que recebeu novas caldeiras e motores que tinham uma potência indicada de 3 290 cavalos-vapor (2 420 quilowatts), alcançando uma velocidade máxima de treze nós (24 quilômetros por hora). Manobras de frota foram realizadas em 1885 e o navio serviu na 2ª Divisão da Esquadra Ocidental junto com o ironclad Roma e cinco barcos torpedeiros. A Esquadra Ocidental atacou a Esquadra Oriental, simulando um conflito com a França, com as operações ocorrendo próximas da Sardenha.

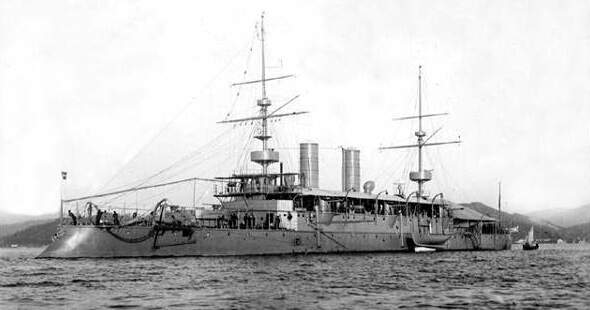
O Affondatore c. década de 1890 depois de sua modernização

A embarcação esteve presente durante uma revista naval realizada para o imperador Guilherme II da Alemanha quando este visitou a Itália em 1888. O Affondatore passou por uma grande modernização entre 1888 e 1889. Seus canhões foram substituídos com duas armas de 254 milímetros em novas torres de artilharia. Uma nova e muito maior superestrutura foi construída para abrigar um novo armamento secundário, enquanto um segundo mastro foi adicionado. A bateria secundária era de seis canhões de 119 milímetros em montagens únicas, um canhão de 75 milímetros, oito canhões de 57 milímetros e quatro canhões revólver Hotchkiss de 37 milímetros. Se tornou um navio-escola de torpedos em 1891, para tal sendo equipado com dois tubos de torpedo.
Participou das manobras anuais de 1893 na 3ª Divisão da Esquadra Ativa junto com o ironclad Enrico Dandolo, o cruzador torpedeiro Goito e quatro barcos torpedeiros. As manobras ocorreram de 6 de agosto até 5 de setembro e a Esquadra Ativa simulou um ataque francês. Foi ancorado em Tarento em 1º de outubro junto com o ironclad Ancona, os cruzadores protegidos Liguria, Etruria e Umbria, os cruzadores torpedeiros Monzambano, Montebello e Confienza, mais outras embarcações. Permaneceu no local até 1894. O Affondatore estava servindo em 1899 com a 2ª Divisão, que também tinha os ironclads Sicilia e Castelfidardo, além dos cruzadores torpedeiros Partenope e Urania. Foi designado em 1904 para a defesa de Veneza, servindo de navio de guarda até 1907. Foi descartado em 11 de outubro e depois disso usado como depósito de munição em Taranto. Seu destino final é desconhecido.